# Peciu Nou
Peciu Nou é uma comuna romena localizada no distrito de Timiș, na região histórica do Banato (parte da Transilvânia). A comuna possui uma área de 123.64 km² e sua população era de 4869 habitantes segundo o censo de 2007.